# 마야크 재처리 공장

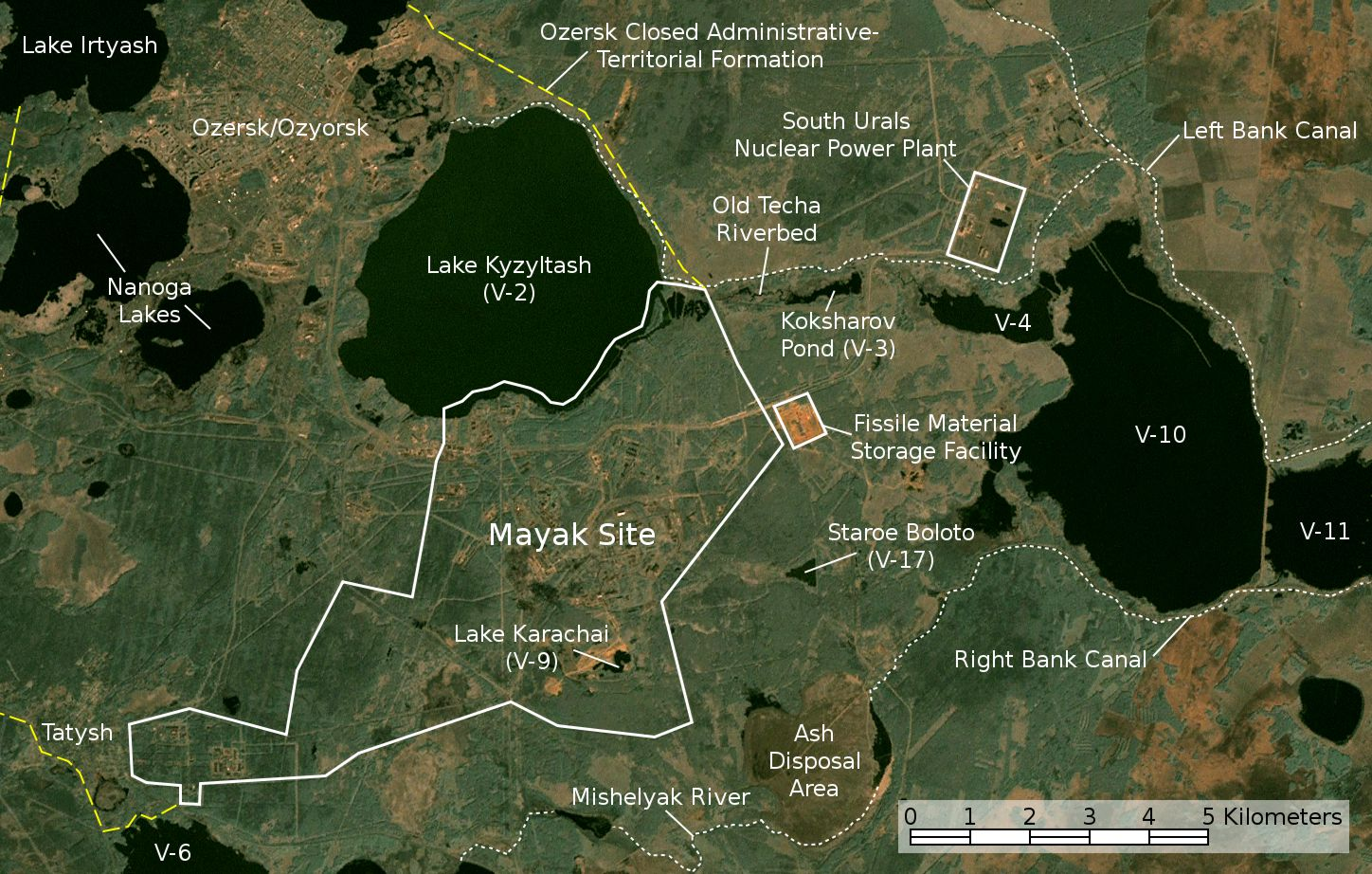
마아크 핵 시설의 인공위성 사진/지도

마야크 재처리 공장(러시아어: Маяк, 등대)은 러시아 연방의 핵 시설 중 하나이다. 마야크 재처리 시설은 예카테린부르크 남동쪽으로 150km, 첼랴빈스크에서 북서쪽으로 72 km 떨어진 곳에 있으며, 근처에는 이 시설을 관리하는 도시인 오조르스크가 위치하고 있다. 러시아 핵무기 프로그램에서, 마야크 재처리 공장은 처음엔 첼랴빈스크-40으로 불렸으며, 나중에 첼랴빈스크-65로 불리게 된다.
마야크 재처리 공장은 1957년도에 있었던 키시팀 사고로 잘 알려져 있는데, 이 사고는 소련이 약 30년동안 기밀로 묶어놓았다. 마야크의 노동환경과 더불어 과거에 있었던 사고로 인해서 호수 주위를 격리시키고 또한 많은 사고와 건강 문제를 일으켰다. 마야크의 몇몇 곳은 아직도 방사능으로 인해서 통제되고 있다. 45년 전 사고에서 약 5백만명의 지역주민들이 한번 혹은 여러번의 사고로 인해서 체르노빌 원자력 발전소 사고의 희생자들보다 20배나 더 많은 방사선을 조사당했다.

## 역사
마야크 재처리 공장은 1945년부터 48년사이에 지어졌는데, 소련의 핵무기 프로그램에 의해서 빠르게 진행되었으며 비밀이 철저하였다. 이 곳의 목적은 무기용 플루토늄을 생산, 정제, 가공하는 것이었다. 그로 인해서 5개의 원자로가 여기에 건설되었다. 나중에 마야크는 해체된 핵무기에서 플루토늄을 재처리 하거나, 방사능 폐기물을 처리하는 것으로 전문화되었다. 현재 마야크에서는 삼중수소와 더불어 방사성 동위원소를 만들어 내지만, 플루토늄은 생산하지 않는다. 최근에는 재처리 공장의 계획이라든가 돈문제로 인해서 외국의 방사성 폐기물을 처리해줘야 되는지에 대해 논쟁이 붙고 있다.
1949년 4월부터 1951년 11월까지 사이에 마야크에서는 군사용재처리시설로부터 고준위폐액을 테차강에 방류하였다. 이로 인해서 이 강의 하구지역에서 방사능에 오염되게 되었다. 이를 안 소련정부에서는 51년부터 근처의 호수인 카라차이호수에다가 고준위 폐액을 붇게 된다 이로 인해서 이 호수는 세계에서 제일 오염된 호수란 이름을 갖게 되었으며, 이 호수에는 4.4 엑사베크렐의 방사능물질이 있는데, 이중 세슘-137이 3.6 엑사베크렐, 스트론튬-90이 0.74 엑사베크렐을 차지하고 있다. 체르노빌 사고의 방사성 물질은 5~12 엑사 베크렐이었지만, 이 경우엔 한 장소에 몰려있지 않았다.

## 키시팀 사고

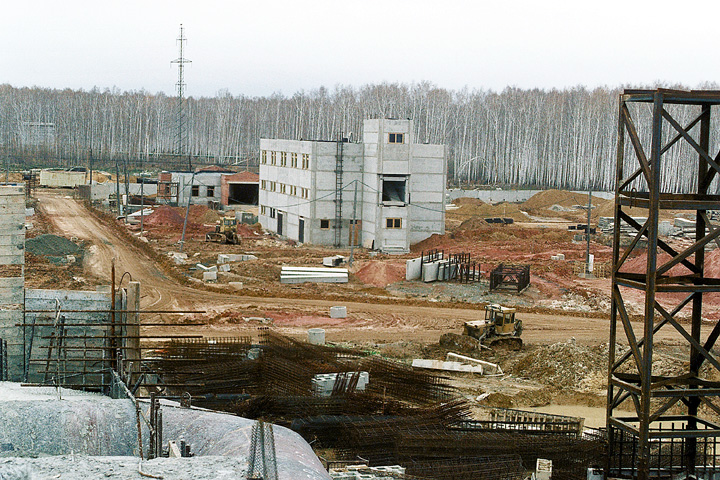
분열 물질 보관시설. 남쪽편으로 중앙 관리건물과 보관 시설의 보안건물이 보인다.

마야크 재처리 공장의 작업 환경이 여러 건강상의 문제나 사고를 불려온 경우로, 제일 주목할 사고론 1957년 11월 29일날 터진 사고가 있다. 이날 고준위 방사성 폐기물을 보관하던 탱크의 냉각장치가 고장나 TNT 75톤정도의 비핵 폭발을 일으키면서 터져버렸다. 이로 인해 2백만 퀴리의 방사성 물질이 만 5천 제곱 마일을 오염시켰다. 이로 인해서 최소 200명의 사람들이 목숨을 잃고 만명의 사람들이 집을 떠났으며, 47만명이 피폭을 당했다. 사람들 사이에서는 알려지지 않은 이상한 질병때문에 히스테리성 공포에 휩싸였다. 이병에 걸린 사람들의 얼굴, 손, 몸에서 허물을 벗는듯한 모습이 보였기 때문이다. 이 사고는 소련에서 체르노빌 사고가 일어나기전 최악의 사고였으며, 국제 원자력 사고 척도상에서 6단계인 대사고로 기록되었다. 이 사고당시에는 오조르스크가 폐쇄된 도시여서 근처의 다른 도시인 키시팀의 이름을 따서 키시팀 사고라고 부른다.

## 다른 사고

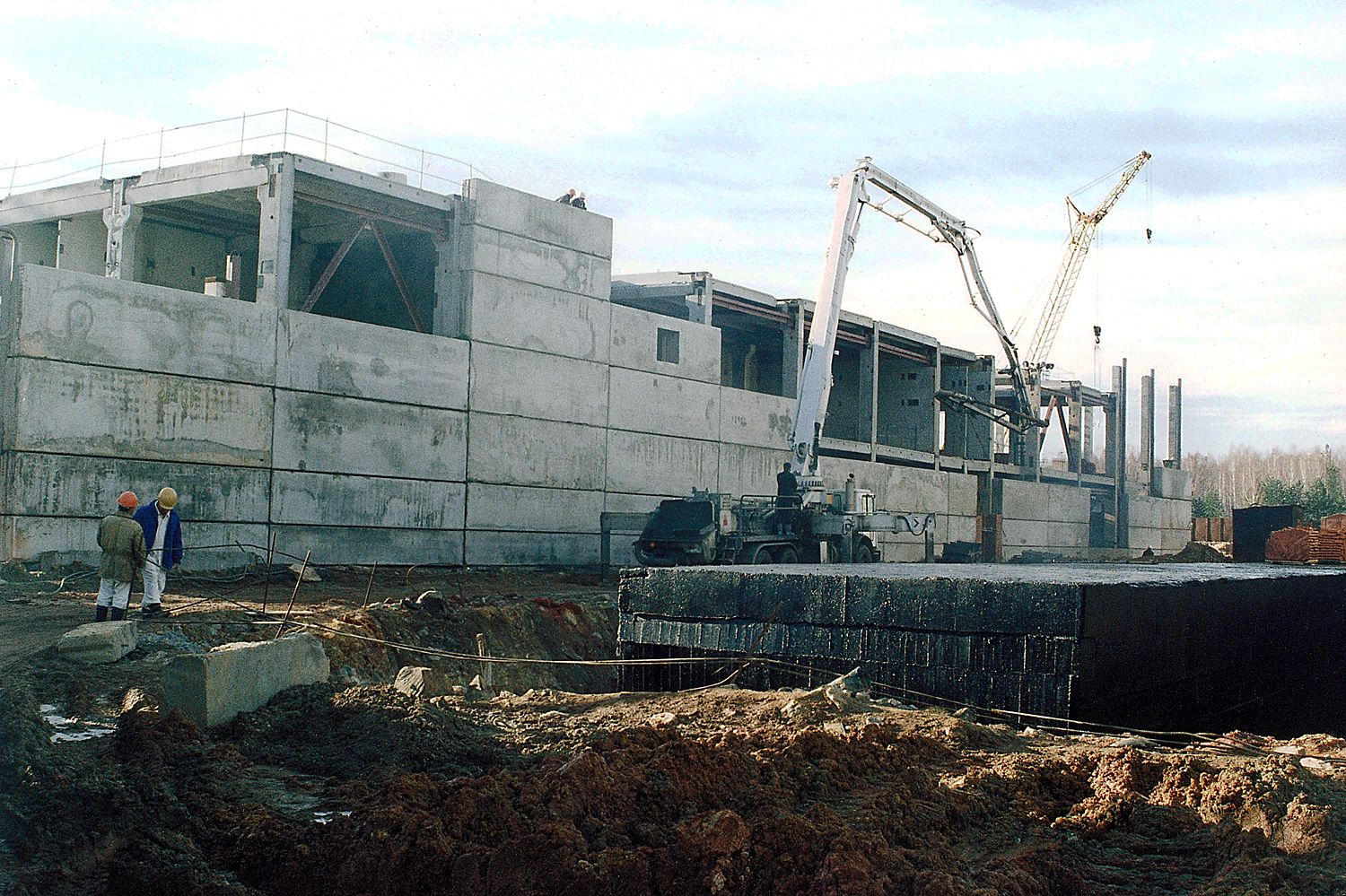
분열 물질 보관시설. 이 건물은 보관 시설의 환기중추이다. 환기 터널이 환기중추 북쪽으로 보이고 있다.

1968년 12월 10일, 작업자가 실수로 플루토늄 용해물을 잘못된 통에 집어넣었다. 통에 대부분의 플루토늄 용해물을 흘려붓자, 임계사고가 발생하여 열과 빛이 발생했다. 이로 인해서 공장 전체가 대피하였지만, 교대 책임자와 더불어 방사능 통제 책임자가 다시 건물안에 들어갔다. 교대 책임자는 방사능 통제 책임자를 속이고 임계사고가 발생한 방에 들어가 용해물을 배수구에 버렸고, 이로 인해서 큰 핵 연쇄반응이 일어나 치사량에 다다른 방사능을 피폭당하게 되었다. 이 책임자의 행동은 1994년 다윈상을 수상 하였다.
마야크 재처리 공장과 연관된 다른 2건의 중대 사고도 있었다. 첫 번째는 카라차이 호수에 비가 너무 많이 와서 방사성 폐기물이 누출되었던 것이고, 두 번째는 1967년에 카라차이 호수의 밑바닥의 먼지가 바람으로 인해서 올라온 것이다. 이로 인해서 40만명의 사람들이 또 피폭당했다.

## 참조 문헌
1. 1 2  “CHELYABINSK "The Most Contaminated Spot on the Planet" - a documentary film by Slawomir Grunberg - Log In Productions - distributed by LogTV LTD”. Logtv.com. 2010년 7월 13일에 확인함.
2. ↑  “외국에서의 고준위방사성폐기물의 처분 개요(6) -러시아편-”. 2016년 3월 15일에 원본 문서에서 보존된 문서. 2011년 1월 18일에 확인함.
3. ↑  “Lake Karachay”. 2005년 12월 28일에 Lake Karachay 원본 문서 |url= 값 확인 필요 (도움말)에서 보존된 문서. 2005년 12월 28일에 확인함.
4. ↑  Lenssen, "Nuclear Waste: The Problem that Won't Go Away", Worldwatch Institute, Washington, D.C., 1991: 15.
5. ↑  Chelyabinsk-65
6. ↑  Larin, Vladislav (September/October 1999). “Mayak's walking wounded”. 《Bulletin of the Atomic Scientists》 55 (5): 20–27. doi:10.2968/055005008.
7. 1 2  “A report on the 1957 accident and on endemic radioactive pollution at Mayak”. 2010년 7월 14일에 원본 문서에서 보존된 문서. 2010년 7월 13일에 확인함.
8. ↑  Pollock, Richard, 1978. "Soviets Experience Nuclear Accident," Critical Mass Journal 3 pp.7–8
9. ↑  Glowing Georji

## 같이 보기
- 원자력 사고
- 오조르스크 (첼랴빈스크주)
- 방사능 오염
- 방사성 폐기물